# Östlicher Sechsstreifen-Saftkugler
Der Östliche Sechsstreifen-Saftkugler (Glomeris hexasticha), auch Schrägstreifiger Saftkugler genannt, ist eine Art der zu den Doppelfüßern gehörenden Saftkugler und von Mittel- bis Osteuropa beheimatet.

## Merkmale
Die Körperlänge beträgt 6–17 mm. Charakteristisch für die Art ist das Vorhandensein von sechs orange-braunen Fleckenreihen auf den Rückenschildern. Diese Flecken der Rückenzeichnung können sehr verwaschen sein, jedoch liegen sie immer in deutlichen Reihen hintereinander, wodurch sich die Art von Glomeris klugii unterscheiden lässt. Bei den Männchen von Glomeris hexasticha findet sich am Hinterrand des letzten Rückenschildes eine Einbuchtung, die bei der Paarung für das Herausstrecken der Telopoden nützlich sein kann. Der seitliche Fleck des Brustschildes ist groß und immer stark abgegrenzt.
Glomeris intermedia ist das westliche Gegenstück zur östlich verbreiteten G. hexasticha, der sie in Färbung und Musterung völlig gleicht. Nur im Norden Deutschlands kann sie auch 7 helle Fleckenreihen aufweisen. Im Unterschied zu G. hexasticha weist der Rückenschild am Hinterende eines Männchens keine Eindellung auf. Weibchen lassen sich nur im Ausschlussverfahren (West/Ost, Männchen vorhanden) einer der beiden Arten zuordnen. Eine Unterscheidung ist manchmal noch über den seitlichen Fleck des Brustschildes möglich, der bei G. intermedia sichelmondförmig und verwaschen erweitert ist.

## Verbreitung
Die Art ist von Mittel- bis Osteuropa und Südosteuropa verbreitet. Neben Deutschland ist sie noch aus dem Osten der Schweiz, Österreich, dem Nordosten Italiens, dem Süden Polens, der Slowakei, Ungarn, Rumänien, der Ukraine, der Republik Moldau, Bulgarien, Kroatien, Slowenien, Serbien, Bosnien und Herzegowina, Montenegro, dem Kosovo, Albanien und Nordmakedonien bekannt. G. hexasticha ist eine Art, die sich von ihren eiszeitlichen Rückzugsgebieten in Osteuropa aus nach Deutschland ausgebreitet hat. Dadurch unterscheidet sie sich von ihrer Schwesterart G. intermedia. Diese lebte während der Eiszeit in Südwesteuropa und breitete sich anschließend von dort aus nach Mitteleuropa aus. Beide Arten entstammen einem gemeinsamen Vorfahren, die Artaufspaltung fand während der eiszeitlichen Trennung statt.
Glomeris hexasticha hat ihre nördliche und westliche Arealgrenze in Deutschland. Hier lebt sie weit verbreitet in Baden-Württemberg, Bayern, Sachsen, Thüringen und Sachsen-Anhalt (hier im Norden weniger). Außerdem ist die Art von einigen Fundorten in Hessen bekannt und von wenigen Fundorten im östlichen Nordrhein-Westfalen, Brandenburg und dem südlichen Niedersachsen. Überschneidungen mit dem Verbreitungsgebiet von G. intermedia gibt es somit nur in Hessen und im zentralen bis östlichen Nordrhein-Westfalen. Westlich des Rheins ist die Art nicht zu finden.
In Deutschland gilt die Art als mäßig häufig und ist zusammen mit G. klugii die zweithäufigste heimische Saftkugler-Art. Sie ist nicht gefährdet.

## Lebensraum
Bei Glomeris hexasticha handelt es sich um eine typische Mittelgebirgsart, die nur an wenigen Stellen nördlich der Mittelgebirge zu finden ist. Sie gilt als eurytope Waldart, wird aber auch regelmäßig im Offenland gefunden. Sie bevorzugt ähnliche Habitate wie Glomeris marginata oder Glomeris klugii, ist aber häufiger im Offenland und auch häufiger in feuchten Habitaten zu finden als Glomeris klugii, mit der sie oft gemeinsam vorkommt. G. hexasticha kommt fast ausschließlich in natürlichen Biotopen vor, zeigt also nur einen sehr geringen Grad an Synanthropie. Beispiele für Lebensräume sind Laub- und Laubmischwälder wie z. B. Buchenwälder, Waldränder (für die die Art eine Präferenz zeigt), kühl-feuchte Blockhalden, Gebüschgürtel, Wirtschaftswiesen und Halbtrockenrasen (Mesobromion).

## Lebensweise
Glomeris hexasticha ist eine mehrjährige Frühjahrs-Herbst-Art mit einem Aktivitätsmaximum von Mai bis Juni. Erwachsene Weibchen produzieren durchschnittlich 25–30 Eikapseln pro Jahr.

## Taxonomie
Zu den Synonymen der Art gehören Glomeris ambigua Haase, 1886, Glomeris mniszechii Nowicki, 1870 und Eurypleuroglomeris hexasticha (Brandt, 1833).